# Gian Piero Reverberi

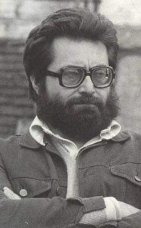
Gian Piero Reverberi

Gian Piero Reverberi (Genua, 29 juli 1939) is een Italiaans pianist, componist, dirigent, arrangeur en ondernemer.

## Levensloop
Reverberi studeerde piano en compositie aan het Conservatorio "Niccolò Paganini" in Genua. Gedurende zijn studietijd werkte hij samen met zijn oudere broer Gian Franco Reverberi, die toen al in de muziek- en platenindustrie bezig was en kwam in contact met de zogenoemde Genuese school. Ook met Luigi Tenco en Fabrizio De André werkte hij samen. Hij componeerde - soms samen met de zanger - de titels van de vroege langspeelplaten van De André. Reverberi werkte verder samen met anderen aan televisietunes tot pop- en rockmuziek.
In 1963 schreef hij zijn eerste top-hit "Se mi vuoi lasciare", gezongen door de zanger Michele, die door zijn broer werd ontdekt. In 1964 schreef hij de muziek voor de film Robinson Crusoe. Bekende kunstenaars en zangeressen en zangers voerden liederen van hem op, zoals Caterina Valente, Paul Anka en Ricchi e Poveri.
In 1979 stichtte hij zijn eigen kamerorkest, Rondò Veneziano, waarvan hij dirigent en pianist is. Hij schrijft meestal de composities voor dit ensemble en titels zoals "La Serenissima", "San Marco" of "Odissea Veneziana" maakten deze groep internationaal bekend. Hij schreef ook twee suites voor harmonica en orkest en een Concert, voor viool en orkest, dat onder andere door de Münchner Philharmoniker uitgevoerd werd. Een door hem geschreven requiem is nog niet gepubliceerd.